# Conferenza dei vescovi latini nelle regioni arabe
La Conferenza dei vescovi latini nelle regioni arabe (Conférence des evêques latins dans les régions arabes, CELRA) è un organismo della Chiesa cattolica che riunisce gli episcopati di rito latino appartenenti a stati arabi del Medio Oriente e dell'Africa orientale.

## Storia
La Conferenza dei vescovi latini nelle regioni arabe è stata istituita nel 1967 dalla Congregazione per l'evangelizzazione dei popoli, ed i suoi statuti sono stati confermati nel 1989.

## Membri
Fanno parte dell'organismo gli ordinari delle seguenti circoscrizioni ecclesiastiche:
| Diocesi                                         | Stati e Paesi                       |
| ----------------------------------------------- | ----------------------------------- |
| Patriarcato di Gerusalemme dei Latini           | Israele Palestina Giordania Cipro   |
| Arcidiocesi di Baghdad                          | Iraq                                |
| Diocesi di Gibuti                               | Gibuti                              |
| Diocesi di Mogadiscio                           | Somalia                             |
| Vicariato apostolico di Beirut                  | Libano                              |
| Vicariato apostolico di Alessandria d'Egitto    | Egitto                              |
| Vicariato apostolico di Aleppo                  | Siria                               |
| Vicariato apostolico dell'Arabia meridionale    | Emirati Arabi Uniti Oman Yemen      |
| Vicariato apostolico dell'Arabia settentrionale | Arabia Saudita Bahrein Kuwait Qatar |

## Elenco dei presidenti
In base agli statuti, il presidente di diritto è il patriarca latino di Gerusalemme.
- Patriarca Alberto Gori (1965 - 25 novembre 1970)
- Patriarca Giacomo Giuseppe Beltritti (25 novembre 1970 - 11 dicembre 1987)
- Patriarca Michel Sabbah (11 dicembre 1987 - 21 giugno 2008)
- Patriarca Fouad Twal (21 giugno 2008 - 24 giugno 2016)
  - Arcivescovo Giuseppe Lazzarotto (luglio 2016 - 17 febbraio 2017) (reggente)
  - Arcivescovo Pierbattista Pizzaballa (17 febbraio 2017 - 24 ottobre 2020) (vicepresidente vicario)
- Cardinale Pierbattista Pizzaballa, dal 24 ottobre 2020